# Oscar Vilhelmsson
Oscar Ingemar Kristoffer Vilhelmsson (ur. 2 października 2003 w Åsa) – szwedzki piłkarz grający na pozycji napastnika w Darmstadt.